# Diogenes takedai
Diogenes takedai is een tienpotigensoort uit de familie van de Diogenidae. De wetenschappelijke naam van de soort is voor het eerst geldig gepubliceerd in 2012 door Rahayu.